# Tugrik
Tugrik (a także Tögrög, mong. төгрөг) (MNT, ₮) – waluta używana w Mongolii. Jeden tugrik równa się 100 möngöm. Istnieją monety o wartości jednego tugrika, a poza tym banknoty o wartości 1, 5, 10, 20, 50, 100, 500, 1000, 5000, 10 000, 20 000 tugrików. W obiegu funkcjonują banknoty od 10 tugrików wzwyż. Międzynarodowy symbol tugrika to MNT. Nazwa pochodzi od słowa dughurik, oznaczającego koło.
Stopa wymiany (5 czerwca 2025):
1 USD = 3 577 MNT
1 EUR = 4 091 MNT
1 PLN = 956 MNT
100 MNT = 0,1046 PLN